# زائده نیزه‌ای گیجگاه
زائده نیزه‌ای گیجگاه یا زائدهٔ استیلوئید تمپورال (انگلیسی: Temporal styloid process) برآمدگی پیشین‌زیرین (قدامی-تحتانی) ستونی‌شکلی از پایهٔ استخوان گیجگاهی است که تغییر زیادی در اندازه آن وجود دارد. این بخش در ساختمان شنوایی مشارکت ندارد اما از این نظر که خاستگاه بسیاری از ماهیچه‌های درگیر در سازوکار گفتار می‌باشد حائز اهمیت است.

## نگارخانه

Animation. Temporal styloid process shown in red.
Left temporal bone.
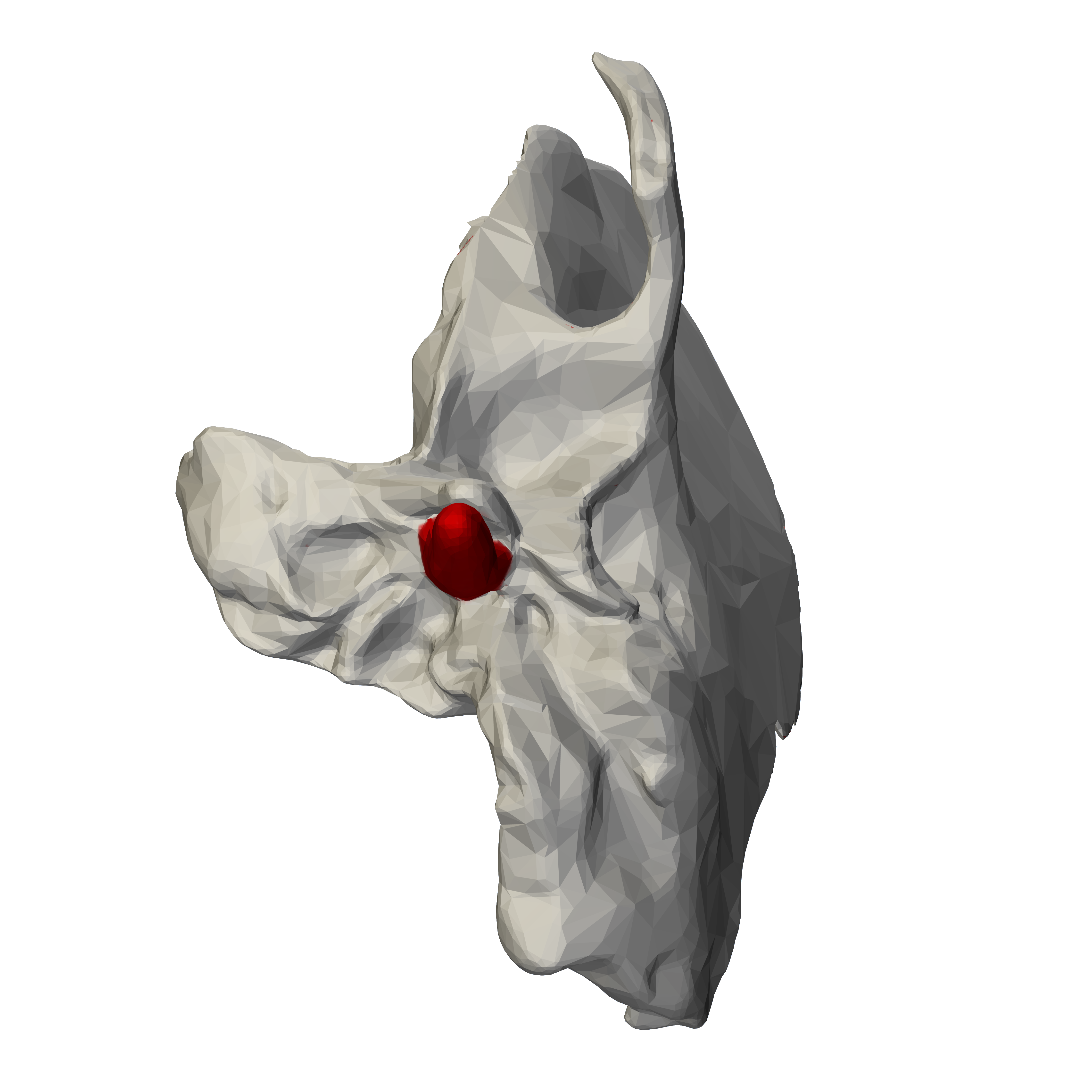
Inferior surface of left temporal bone. Styloid process shown in red.
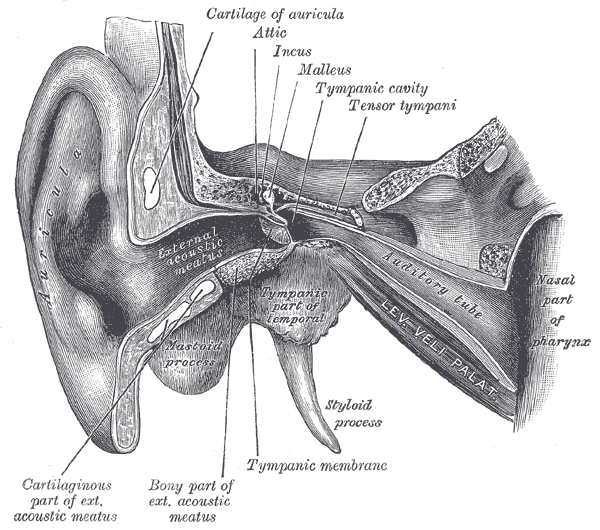
External and middle ear, opened from the front. Right side. (Label for styloid process is bottom center.)
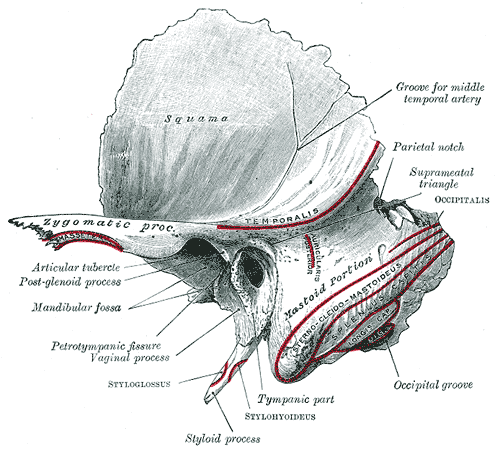
Left استخوان گیجگاهی. Outer surface. (Styloid process visible at center bottom.)
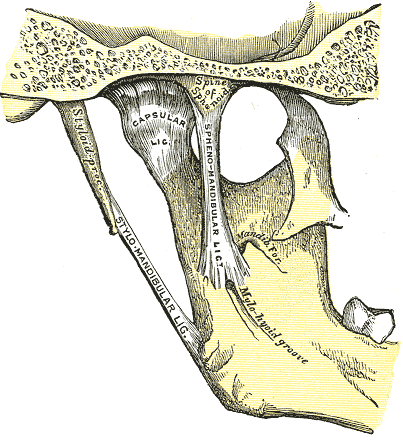
Articulation of the mandible. Medial aspect.
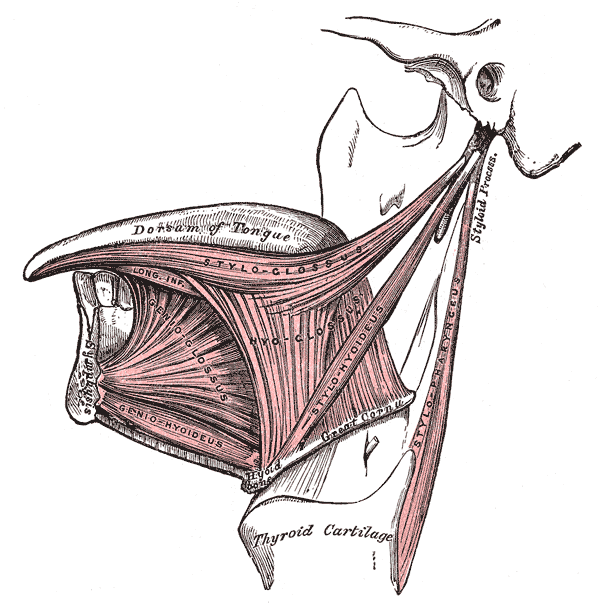
Extrinsic muscles of the tongue. Left side.
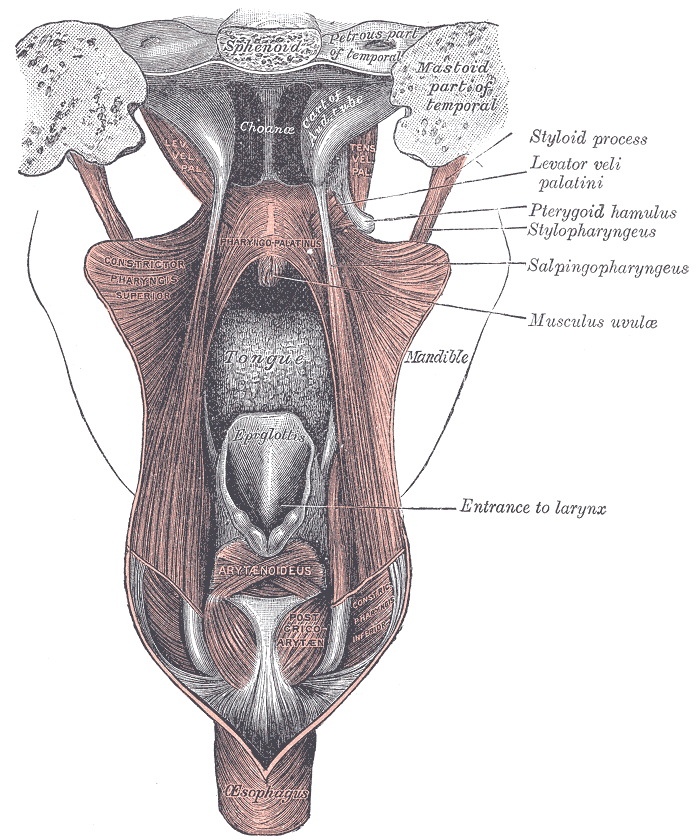
Dissection of the muscles of the palate from behind.
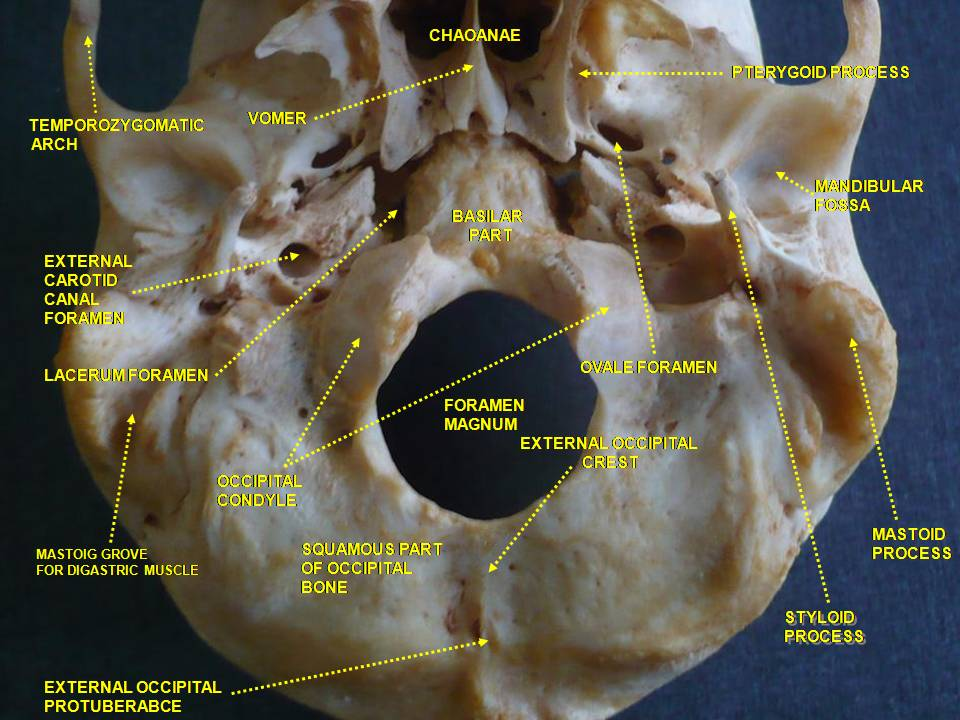
Styloid process.Base of skull.